# Алиев, Фируз Али Аббас оглы
Фируз Али Аббас оглы Алиев (азерб. Firuz Əliabbas oğlu Əliyev; род. 4 июня 1950, Бузовны) — тарист, Народный артист Азербайджана (2007).

## Биография
Родился 4 июня 1950 года в пгт Бузовны близ Баку, столицы Азербайджанской ССР.
Окончил Музыкальное училище имени Асафа Зейналлы в 1969 году. В 1975 году окончил отделение ансамбля народных инструментов Азербайджанской государственной консерватории.
С 1967 года учитель в одном из ДК Азизбековского района города Баку, позже работал учителем музыки в ряде музыкальных школ города. С 1983 года концертмейстер ансамбля под руководством народного артиста республики Ислама Рзаева. Ныне выступает в составах мугамных трио и работает художественным руководителем инструментального ансамбля «Абшерон». С 1992 года преподаватель в Азербайджанской государственной консерватории.
Гастролировал в Турции, Германии, Америке, Бразилии, Канаде, Греции и других странах.

## Награды
- Заслуженный артист Азербайджана (2002)
- Народный артист Азербайджана (2007)